# ان‌جی‌سی ۷۲۵۲
ان‌جی‌سی ۷۲۵۲ (انگلیسی: NGC 7252) یک کهکشان است که از برهمکنش بین دو کهکشان حاصل شده است که از یک میلیارد سال پیش آغاز شده است. این کهکشان در فاصله ۲۲۰ میلیون سال نوری در صورت فلکی دلو قرار دارد.